# CCTV (영화)
《CCTV》는 2021년 개봉한 대한민국의 공포 영화이다.

## 출연

### 주연
- 곽도원 : 촬영감독 역
- 김단미 : 조연출 역
- 박기륭 : 박 사장 역

### 조연
- 원춘규 : 정 PD 역
- 이형주 : 김 PD 역
- 김낙균 : 유 TD 역
- 이승찬 : 현정 아빠 역
- 류진 : 현정 엄마 역
- 이지운 : 촬영보조 역
- 곽지숙 : 연 실장 역
- 김연수 : 섹시 VJ 역
- 박찬국 : 황 형사 역
- 강미진 : 혼령 역
- 박은수 : 혼령 역
- 심완
- 장문석 : 위원장 역
- 이희화 : 전 작가 역
- 금한나 : 촬영감독 아내 역
- 김인지 : 여비서 역
- 박다영 : 어린 현정 역
- 신이지 : 유튜버 역